# Ediciones Akal
Ediciones Akal és una editorial espanyola fundada a Madrid el 1972 per Ramón Akal González. Consta d'un catàleg amb més de tres mil títols en una quarantena de col·leccions que abracen tots els camps de les humanitats. A aquesta s'hi suma l'edició de texts clàssics i col·leccions de literatura contemporània, a més d'una col·lecció de diccionaris. Al mateix grup pertanyen: Istmo, Foca, H. Blume i Siglo XXI de España Editores, adquirida el 2010.
El 2010 obtingué el Premi Nacional a la Millor Treball Editorial Cultural.